# Mark Patton
Mark Patton (nascido em 22 de setembro de 1959) é um designer de interiores e ator americano. Iniciando sua carreira de ator profissional em 1982, Patton é talvez mais conhecido por seus papéis no cinema como Joe Qualley no filme dramático Come Back to the Five and Dime, Jimmy Dean, Jimmy Dean e como Jesse Walsh no filme de terror de 1985, A Nightmare on Elm Street 2: Freddy's Revenge, papel pelo qual ele é apontado como o primeiro "rei do grito" (equivalente masculino da rainha do grito) no cinema moderno.

## Carreira
Patton cresceu em Riverside, Missouri, e, após terminar o ensino médio, mudou-se para a cidade de Nova Iorque para seguir a carreira de ator. Dentro de alguns anos, ele conseguiu o papel de Joe Qualley na produção da Broadway de 1982 de Come Back to the Five and Dime, Jimmy Dean, Jimmy Dean. Patton reprisou o papel no filme homônimo de 1982. Sua personagem na peça e no filme era uma adolescente transexual pré-transição. No entanto, Patton não foi autorizado a dar uma entrevista para a revista de interesse LGBT The Advocate. Patton identificou isso como um dos primeiros indicadores da homofobia em Hollywood naquela época.
Em 1985, Patton conseguiu o papel principal no filme de terror A Nightmare on Elm Street 2: Freddy's Revenge, interpretando Jesse Walsh, um adolescente cujo corpo é possuído por Freddy Krueger. Os críticos e o público notaram o subtexto gay do filme, algo que o roteirista David Chaskin inicialmente atribuiu à interpretação de Jesse por Patton. No entanto, no documentário de 2010 Never Sleep Again: The Elm Street Legacy, Chaskin reconheceu que ele próprio foi responsável pelo subtexto gay deliberado do filme.
Patton teve uma participação especial na série de televisão Hotel e teve cenas ao lado de George Clooney e Maud Adams. Ele também estrelou um piloto de televisão com Chuck Connors intitulado Kelsey's Son, que nunca estreou. Outros papéis incluem General Hospital como Greg Collier, Misplaced com John Cameron Mitchell, Anna to the Infinite Power com Dina Merrill e Martha Byrne, e Have You Tried Talking to Patty com Heather Langenkamp.
Patton diz que desistiu de sua carreira de ator após ser escalado para uma série planejada da CBS na qual interpretaria um personagem gay. "Eles começaram a me perguntar se eu me sentiria confortável interpretando um personagem gay e dizendo às pessoas que eu era heterossexual se elas começassem a questionar minha sexualidade? [...] Tudo que eu conseguia pensar era como todo mundo que eu conhecia estava morrendo de AIDS e nós estavam tendo uma conversa idiota. Meu coração se partiu e essa era a frase para mim. Eu sabia que nunca seria capaz de fazer o que eles estavam pedindo, então saí de Hollywood e decidi mudar para um lugar onde fosse totalmente aceitável ser gay."
Patton voltou a atuar pela primeira vez desde Freddy's Revenge com sua aparição no filme de terror de 2016, Family Possessions.

## Vida pessoal
Patton foi diagnosticado com HIV em 1999, em seu aniversário de 40 anos, após adoecer e inicialmente ser testado para bronquite; ele foi posteriormente hospitalizado por pneumonia, candidíase e tuberculose. Em uma entrevista de 2013, Patton disse: “Quase morri [no hospital], mas felizmente meus amigos me levaram a uma clínica de saúde para AIDS, o que salvou minha vida”. Após se recuperar, mudou-se para o México, onde conheceu e mais tarde se casou com Hector Morales Mondragon. O casal possui e administra uma loja de arte em Puerto Vallarta.
Patton aparece no documentário sobre A Nightmare on Elm Street chamado Never Sleep Again: The Elm Street Legacy, dirigido por Dan Farrands. Após sua aparição no documentário, Patton começou a fazer turnês em convenções de terror, onde é elogiado como a primeira "rainha do grito" masculina do cinema convencional. Ele doa a maior parte de suas taxas de aparição para grupos de tratamento de HIV e instituições de caridade que beneficiam jovens LGBT, como o The Trevor Project.
Em janeiro de 2023, Patton foi forçado a cancelar várias apresentações agendadas em Chicago depois de ser hospitalizado no México. Por meio de seu gerente, ele divulgou um comunicado confirmando que seu diagnóstico havia progredido para AIDS e pedindo assistência por meio de uma página do GoFundMe.

## Filmografia

### Cinema
| Ano  | Título                                                 | Personagem  | Notas                                          |
| ---- | ------------------------------------------------------ | ----------- | ---------------------------------------------- |
| 1982 | Come Back to the Five and Dime, Jimmy Dean, Jimmy Dean | Joe Qualley | Longa-metragem                                 |
| 1982 | Anna to the Infinite Power                             | Rowan Hart  | Telefilme                                      |
| 1985 | A Nightmare on Elm Street 2: Freddy's Revenge          | Jesse Walsh | Longa-metragem                                 |
| 1989 | Misplaced                                              | Roughneck   |                                                |
| 2003 | Freddy vs. Jason                                       | Jesse Walsh | Arquivo de filmagens; agradecimentos especiais |
| 2010 | Never Sleep Again: The Elm Street Legacy               | Ele mesmo   | Documentário                                   |
| 2016 | Family Possessions                                     | Tyson       | Longa-metragem                                 |
| 2017 | Amityville: Evil Never Dies                            | James       | Longa-metragem                                 |
| 2019 | Scream, Queen! My Nightmare on Elm Street              | Ele mesmo   | Documentário                                   |
| 2022 | Swallowed                                              | Rich        | Longa-metragem                                 |
| 2022 | The Once and Future Smash                              | Ele mesmo   | Mocumentário                                   |

### Televisão
| Ano  | Título                  | Personagem    | Notas                                        |
| ---- | ----------------------- | ------------- | -------------------------------------------- |
| 1983 | Kelsey's Son            | Tim Kelsey    | Piloto de televisão                          |
| 1986 | CBS Schoolbreak Special | Chris Jenson  | Episódio: "Have You Tried Talking to Patty?" |
| 1986 | Hotel                   | Todd Radcliff | Episódio: "Recriminations"                   |